# 나쁜 이웃들 2
《나쁜 이웃들 2》(영어: Neighbors 2: Sorority Rising)는 2016년 공개된 미국의 코미디 영화이다. 2014년 영화 《나쁜 이웃들》의 속편에 해당한다.

## 출연
- 세스 로건 - 맥 래드너 역
- 잭 에프론 - 테디 샌더스 역
- 로즈 번 - 켈리 래드너 역
- 클로이 그레이스 머레츠 - 셸비 로벡 역
- 데이브 프랭코 - 피트 레거졸리 역
- 아이크 배린홀츠 - 지미 블레빈스 역
- 저로드 카마이클 - 가필드 "가프" 슬레이드 역
- 칼라 갤로 - 폴라 펠트블레빈스 역
- 키어시 클레먼스 - 베스 글래드스톤 역
- 비니 펠드스타인 - 노라 클러크 역
- 해니벌 버리스 - 왓킨스 경관 역
- 크리스토퍼 민츠플라스 - 스쿠니 스코필드 역
- 설리나 고메즈 - 매디슨 역
- 리사 쿠드로 - 학과장 캐럴 글래드스톤 역
- 존 얼리 - 대런 매캘리스터 역
- 켈시 그래머 - 로벡 씨, 셸비 아빠 역
- 클래라 매밋 - 머랜다 역
- 아쿼피나 - 크리스틴 역
- 빌리 아이크너 - 올리버 스튜드베이커 역
- 애비 제이컵슨 - 제시카 베이어스 역
- 샘 리처드슨 - 에릭 베이어스 역
- 카일 무니 - 기숙사 학생 보조 역
- 시에라 브라보 - 여학생 사교 모임 여학생 역